# 正光女子
正光女子（せいこうじょし）は、日本の広島県廿日市市等で建築（株式会社正光技建）、家事代行（株式会社正光美掃管理）、飲食店（割烹せいこう）を営む企業群である正光グループで働く女子事務員5人で結成された業界初の女子事務員アイドルユニットである。キャッチコピーは「会いにいける女子事務員」。プロデューサーはThe OYSTARSヴォーカルの舩江修。

## 概要
地域貢献、地域活性化を目的とし結成された。2012年8月15日に上野学園ホールで行われた「音楽まつり Dream Color Session」でデビュー。2013年4月23日Japan Idol Fileにて全国のローカルアイドルの中から広島県代表として選ばれ64曲の中に収録された。朝の情報番組「ZIP!」で紹介され全国デビューを果たした。またTSSのスーパーニュース、知りためプラス！、FMちゅーピーなど各種メディアで多数取り上げられている。2013年には平成25年広島市成人式で6,000人を前にステージ出演、他にも広島県最大のお祭り、フラワーフェスティバルに出演した。
普段はごく普通の事務員として働いているが、週末などは広島県内を中心に、山口県、鳥取県、島根県、岡山県などでもさまざまなイベント・お祭りで活動している。
ステージではお笑い担当の「さくら」がモノマネをするのが恒例であり、過去にはお笑い芸人の「くまだまさし」や「どぶろっく」のモノマネを披露したこともある。

## 活動歴
2012年（平成24年）
- 8月15日 ： 「音楽まつり Dream Color Session 」にてデビュー。
- 8月16日： アリスガーデンパフォーマンス広場 ＡＨ！
- 8月22日： TSS テレビ新広島「スーパーニュース」出演
- 9月8日： TSS テレビ新広島「知りためプラス」　出演
- 9月16日： アリスガーデンパフォーマンス広場 ＡＨ！
- 9月22日 - 23日： 地元商店紹介フェア2012
- 10月6日： INDIKEDET'12
- 10月8日： 体育の日記念イベント(廿日市スポーツセンター)
- 10月18日： 廿日市音楽祭 宮島街道ふれあいコンサート
- 10月30日： シダックス広島五日市クラブ 地域交流会
- 11月11日： 正光グループ Presents『正光POP FESTIVAL 2012』
- 11月18日： アリスガーデンパフォーマンス広場 ＡＨ！
- 12月8日： アリスガーデンパフォーマンス広場 ＡＨ！

2013年（平成25年）
- 1月13日： ひろしまロコドルフェスティバル
- 1月14日： 平成25年広島市成人式　正光女子ライブ
- 2月8日： 広島ケーブルテレビ「ふれチャンTV」
- 2月23日： カジル横川　正光女子ライブ
- 3月9日： アリスガーデンパフォーマンス広場 ＡＨ！
- 3月20日： ひろしまロコドルフェスティバル
- 3月27日： レコチョク、iTunes等音楽配信サイトにて「麗しの女子事務員」配信開始。
- 4月23日： Japan Idol Fileに「麗しの女子事務員」収録。
- 4月24日： 朝の情報番組「ZIP!」（VTR出演）
- 4月28日： とやまフェスティバル
- 4月29日： イオンモール広島祇園　正光女子ライブ
- 5月1日-2日： SAMZ FES
- 5月3日： ひろしまフラワーフェスティバル
- 5月11日： 広島タワーレコード 正光女子ライブ
- 6月8日： カジル岩国　正光女子ライブ
- 6月9日： 大野みんなの祭り
- 6月20日： SAMZ Presents　さくマイてんてこラジオ　ゲスト出演
- 6月30日： 宮島街道 ふれあい祭り
- 6月30日： 広島大学ゆかた祭り
- 7月6日： タワーレコード広島　正光女子ライブ
- 7月15日： 健康フェスタ　正光女子ライブ
- 7月20日： 佐方土曜夜市　正光女子ライブ
- 7月21日： フレスタモールカジル岩国　正光女子ライブ
- 7月21日： 牛田ほうずき祭り
- 7月27日： 広島みなと夢花火大会
- 7月28日： サマーフェスタ(宮島競艇)
- 8月5日： SAMZ FES in 松江
- 8月10日： FMちゅーピー 広島ロコドルショーケース　ゲスト出演
- 8月11日： 周東花火大会
- 8月17日： FMちゅーピー 広島ロコドルショーケース　ゲスト出演
- 8月18日： シーモール下関 正光女子ライブ
- 9月16日： 広島バス祭り
- 9月20日： 広島シャレオ 正光女子ライブ
- 9月22日： ひろフェス
- 9月26日： SAMZ Presents さくマイてんてこラジオ　ゲスト出演
- 9月28日： イオンタウン防府　正光女子ライブ
- 10月2日： 庄原グランドホテル 正光女子ライブ
- 10月5日： FMちゅーピー 広島ロコドルショーケース　ゲスト出演
- 10月6日： フジグラン広島 正光女子ライブ
- 10月12日： フジグランナタリー 正光女子ライブ
- 10月14日： 島根大学
- 10月20日： 岩国祭り
- 10月27日： 広島市立大学　学園祭 正光女子ライブ
- 10月31日： 日本製紙祭り
- 11月2日： 広島国際大学広島キャンパス 正光女子ライブ
- 11月3日： 西区サンプラザ　正光女子ライブ
- 11月11日： イオンモール広島府中 正光女子インストアライブ
- 11月16日： ｱｲﾄﾞﾙｼﾞｪﾆｯｸVol.2in島根 正光女子ライブ
- 11月17日： ゆめタウン広島　正光女子ライブ

## ディスコグラフィー
- 1st single

| ＃ | タイトル                                                 | レーベル     |
| -- | -------------------------------------------------------- | ------------ |
| 1  | 麗しの女子事務員                                         | SAMZ RECORDS |
| 2  | 〜株式会社正光技建テーマソング〜正光技建SONG             | SAMZ RECORDS |
| 3  | 麗しの女子事務員<<カラオケ>>                             | SAMZ RECORDS |
| 4  | 〜株式会社正光技建テーマソング〜正光技建SONG<<カラオケ>> | SAMZ RECORDS |

| ＃ | タイトル                       | レーベル     |
| -- | ------------------------------ | ------------ |
| 1  | 麗しの女子事務員PV映像         | SAMZ RECORDS |
| 2  | 正光女子麗しの女子事務員CM映像 | SAMZ RECORDS |